# Katarina Jee

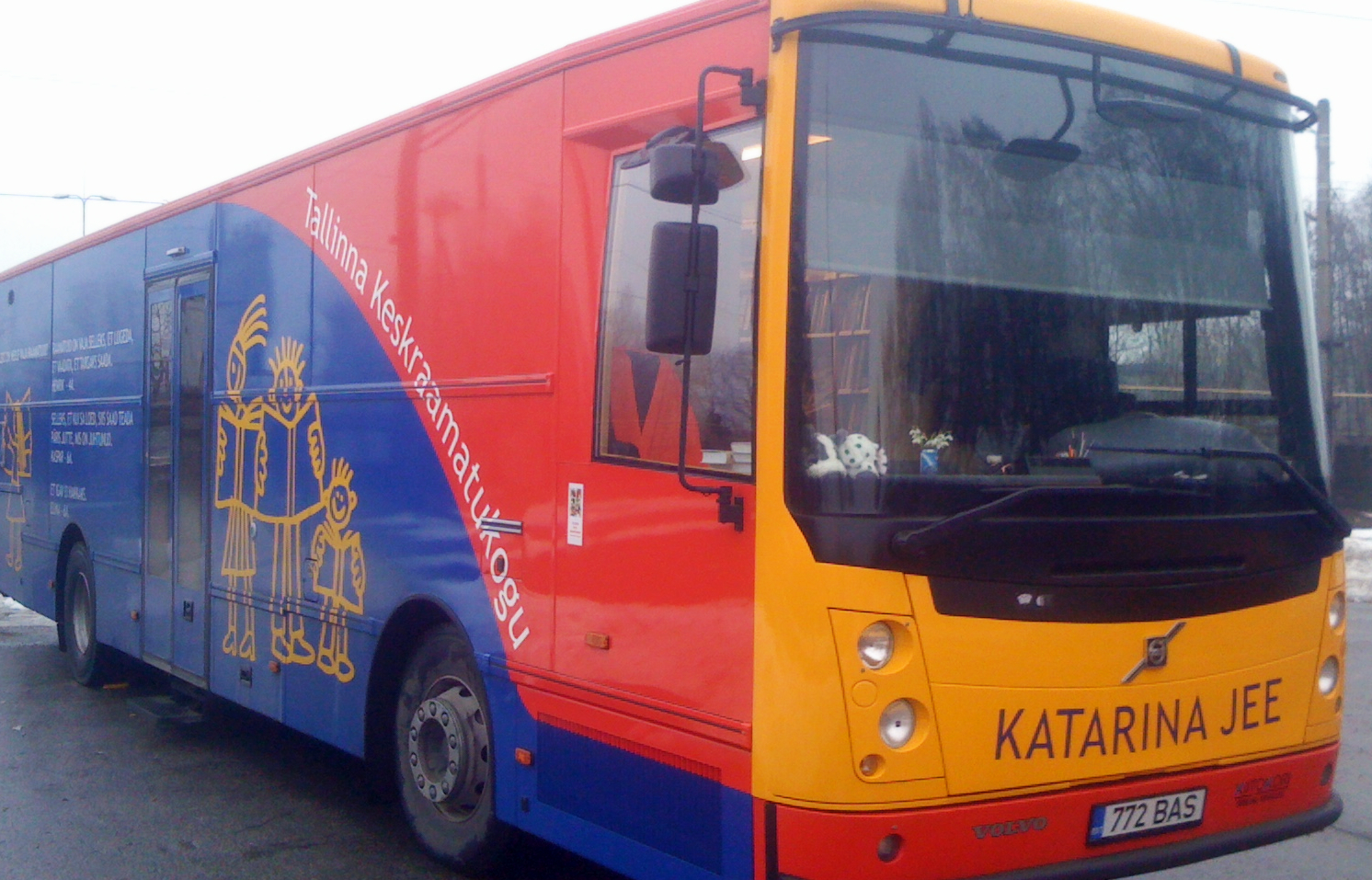
Bibliobús Katarina Jee

La Biblioteca mòbil Katarina Jee (en estonià: Raamatukogubuss Katarina Jee) és un autobús de la Biblioteca Central de Tallinn i bibliobús que opera a Tallinn (Estònia). Es tracta del primer (2008) i, actualment, únic bibliobús que opera al país bàltic. El nom Katarina Jee fa referència a un personatge de la novel·la Toomas Nipernaadi, de l'autor estonià August Gailit.
La biblioteca és un autobús Volvo modificat, customitzat a Finlàndia per Kiitokori OY, que ha estat treballant amb aquests vehicles des del 1965. El disseny interior i exterior va ser realitzat per l'artista de la Biblioteca Central de Tallinn Kertu Sillaste.
Aquest bibliobús opera entre dilluns i dijous a Lasnamäe, Haabersti, Nõmme i Pirita, parant mitja hora en cada parada. El divendres l'autobús visita escoles, llars d'infants, centres de dia per joves i gent gran, així com en esdeveniments públics.
La biblioteca mòbil Katarina Jee transporta 8.000 objectes que poden consultar-se al catàleg online ESTER, entre els que es troben una selecció de llibres i revistes en estonià, rus i anglès, així com audiollibres en estonià. Es necessita un carnet de la Biblioteca Central de Tallinn vàlida per realitzar préstecs de qualsevol material de l'autobús, que posteriorment poden ser retornats a les lleixes o a qualsevol branca de la Biblioteca Central.